# Nasser al-Mohammed al-Sabah
Cheikh Nasser al-Mohammed al-Ahmed al-Jaber al-Sabah, né le 22 décembre 1940 à Koweït (Koweït), est un prince de la maison Al Sabah et un homme politique koweïtien. Il est Premier ministre du 7 février 2006 au 4 décembre 2011.

## Biographie

### Famille
Il est le fils du cheikh Mohammed al-Ahmad al-Sabah (deuxième fils de l'émir Ahmad Ier) et de Nasima al-Nakib (fille de Sayyid Talib Pasha al-Nakib). Ses parents se sont mariés le 10 août 1933 et ont eu deux enfants. Son frère Badr bin Mohammed al-Sabah, né en 1937, a été ambassadeur du Koweït aux Émirats arabes unis et en Arabie saoudite.
Son grand-père est Ahmad Ier, émir du Koweït de 1921 à 1950 et père des émirs Jaber III et Sabah IV.
Cheikh Nasser épouse en 1969 cheikha Shahrazad bint Hamud al-Jaber al-Sabah qui lui donne deux fils, Sabah al-Nasser al-Sabah (né le 21 mars 1970) et Ahmad al-Nasser al-Sabah (né le 13 février 1971).

### Formation
Il suit son instruction primaire et élémentaire à la Mubarakiya School au Koweït. Il obtient un certificat d'éducation général au Royaume-Uni et un diplôme supérieur en étude de langue française en 1960. Il achève sa formation par un cursus en sciences politiques et économiques à l'université de Genève en Suisse de 1960 à 1964.
Il parle l'arabe, l'anglais, le français et le persan.

### Carrière diplomatique
Il commence sa carrière politique dans la diplomatie, avec des postes à New York, Genève ou Téhéran et est le premier représentant permanent du Koweït à l'Office des Nations unies à Genève et auprès de la Confédération suisse et premier consul général à Genève. De 1975 à 1979, il est le doyen du corps diplomatique à Téhéran (le plus jeune du monde à cette fonction, à cette époque-là).

### Carrière politique
Il revient ensuite dans son pays en 1979, pour occuper de hautes fonctions dans le gouvernement koweïtien et sera successivement ministre de l'Information (1985-1988), du Travail et des Affaires sociales (1988-1990), des Affaires étrangères (1990-1998) et de la Cour royale (1991-2006). Pendant l'agression irakienne en 1990, il est la première voix entendue sur la radio koweïtienne en déclarant « C'est le Koweït ».
Il représente le Koweït aux célébrations d'intronisation de l'empereur Akihito du Japon le 12 novembre 1990.
Le 29 janvier 2006, son oncle cheikh Sabah accède au trône de l'émirat et cheikh Nasser lui succède comme Premier ministre le 7 février suivant. Il est reconduit dans ses fonctions le 6 mars 2007, après la démission du gouvernement à la suite d'une motion de défiance votée par le Parlement contre un membre de son gouvernement, le ministre de la Santé, cheikh Ahmed al-Abdallah al-Sabah. Il demeure en fonction jusqu'à sa démission le 28 novembre 2011.